# Igrzyska Panamerykańskie 1951
I Igrzyska Panamerykańskie odbyły się w stolicy Argentyny, Buenos Aires w dniach 25 lutego – 9 marca 1951 r. W zawodach udział wzięło 2513 sportowców z 21 państw. Sportowcy rywalizowali w 140 konkurencjach w 17 sportach. Najwięcej medali zdobyli reprezentanci gospodarzy – 150. Igrzyska oficjalnie otworzył na Estadio Monumental ówczesny prezydent Argentyny Juan Perón.

## Państwa uczestniczące w igrzyskach
| - Argentyna - Brazylia - Chile - Ekwador - Gujana Francuska - Gwatemala - Haiti | - Jamajka - Kolumbia - Kostaryka - Kuba - Meksyk - Nikaragua - Panama | - Paragwaj - Peru - Salwador - Stany Zjednoczone - Trynidad i Tobago - Urugwaj - Wenezuela |

## Dyscypliny i rezultaty
| - Baseball (szczegóły) - Boks (szczegóły) - Gimnastyka (szczegóły) - Jeździectwo (szczegóły) - Kolarstwo (szczegóły) - Koszykówka (szczegóły) - Lekkoatletyka (szczegóły) - Pięciobój nowoczesny (szczegóły) - Piłka nożna (szczegóły) - Piłka wodna (szczegóły) | - Pływanie (szczegóły) - Polo (szczegóły) - Podnoszenie ciężarów (szczegóły) - Skoki do wody (szczegóły) - Strzelectwo (szczegóły) - Szermierka (szczegóły) - Tenis ziemny (szczegóły) - Wioślarstwo (szczegóły) - Zapasy (szczegóły) - Żeglarstwo (szczegóły) |

## Tabela medalowa
| Miejsce | Kraj              | Złoto | Srebro | Brąz | Razem |
| 1       | Argentyna         | 68    | 48     | 38   | 150   |
| 2       | Stany Zjednoczone | 44    | 33     | 18   | 95    |
| 3       | Chile             | 9     | 20     | 12   | 41    |
| 4       | Kuba              | 9     | 9      | 10   | 28    |
| 5       | Brazylia          | 5     | 15     | 12   | 32    |
| 6       | Meksyk            | 4     | 9      | 27   | 40    |
| 7       | Peru              | 2     | 5      | 7    | 14    |
| 8       | Trynidad i Tobago | 1     | 3      | 0    | 4     |
| 9       | Ekwador           | 1     | 0      | 1    | 2     |
| 10      | Kolumbia          | 0     | 1      | 1    | 2     |
| 10      | Wenezuela         | 0     | 1      | 1    | 2     |
| 12      | Kostaryka         | 0     | 1      | 0    | 2     |
| 13      | Jamajka           | 0     | 0      | 3    | 3     |
| 14      | Panama            | 0     | 0      | 2    | 2     |
| 14      | Paragwaj          | 0     | 0      | 2    | 2     |
| 16      | Gwatemala         | 0     | 0      | 1    | 1     |
| 16      | Haiti             | 0     | 0      | 1    | 1     |